# Mycale textilis
Mycale textilis är en svampdjursart som först beskrevs av Thomas Whitelegge 1906.  Mycale textilis ingår i släktet Mycale och familjen Mycalidae.
Artens utbredningsområde är New South Wales. Inga underarter finns listade i Catalogue of Life.